# Maarin al-Jabal
Maarin al-Jabal (tiếng Ả Rập: معرين الجبل) là một ngôi làng Syria nằm ở phó huyện của huyện Hama ở tỉnh Hama. Theo Cục Thống kê Trung ương Syria (CBS), Maarin al-Jabal có dân số 3.710 trong cuộc điều tra dân số năm 2004. Cư dân của nó chủ yếu là người Hồi giáo Sunni.